# Mulligatawnysoppa
Mulligatawnysoppa är en currysoppa av indiskt ursprung. På tamil så betyder Milagu thanni "pepparvatten".  Receptet finns i många varianter, men i väst har den ofta en gurkmejegul färg och innehåller kyckling, nötkött eller lamm. Den görs tjockare med hjälp av ris eller linser.

## Kulturella referenser
- Mulligatawny är den soppa som serveras till förrätt i sketchen Grevinnan och betjänten[1]. Miss Sophie nämner att hon är särskilt förtjust i just Mulligatawnysoppa.
- I TV-serien Seinfeld, i avsnittet The Soup Nazi omnämns Mulligatawnysoppa vid flera tillfällen hos den soppförsäljare som kallas "The Soup Nazi".[2]